# Nuoto alla XXIX Universiade
Le competizioni di nuoto della XXIX Universiade (40 gare in piscina e 2 in acque libere) si sono svolte a Taipei, Taiwan, dal 20 al 27 agosto 2017.

## Medagliere[1]
| Pos.   | Paese         |    |    |    | Totale |
| ------ | ------------- | -- | -- | -- | ------ |
| 1      | Stati Uniti   | 11 | 9  | 8  | 28     |
| 2      | Giappone      | 9  | 6  | 5  | 20     |
| 3      | Italia        | 5  | 4  | 1  | 10     |
| 4      | Russia        | 2  | 5  | 9  | 16     |
| 5      | Ucraina       | 2  | 3  | 3  | 8      |
| 6      | Germania      | 2  | 3  | 1  | 6      |
| 7      | Australia     | 2  | 1  | 0  | 3      |
| 8      | Lituania      | 2  | 0  | 1  | 3      |
| 9      | Hong Kong     | 2  | 0  | 0  | 1      |
| 9      | Bielorussia   | 2  | 0  | 0  | 2      |
| 11     | Canada        | 1  | 1  | 0  | 2      |
| 12     | Ungheria      | 1  | 0  | 2  | 3      |
| 13     | Finlandia     | 1  | 0  | 0  | 1      |
| 13     | Irlanda       | 1  | 0  | 0  | 1      |
| 13     | Paesi Bassi   | 1  | 0  | 0  | 1      |
| 16     | Polonia       | 0  | 2  | 1  | 3      |
| 17     | Brasile       | 0  | 1  | 2  | 3      |
| 17     | Gran Bretagna | 0  | 1  | 2  | 3      |
| 19     | Bahamas       | 0  | 1  | 0  | 1      |
| 19     | Kazakistan    | 0  | 1  | 0  | 1      |
| 19     | Svezia        | 0  | 1  | 0  | 1      |
| 22     | Sudafrica     | 0  | 1  | 0  | 1      |
| 22     | Svizzera      | 0  | 1  | 0  | 1      |
| 24     | Corea del Sud | 0  | 0  | 3  | 3      |
| 25     | Turchia       | 0  | 0  | 1  | 1      |
| 25     | Francia       | 0  | 0  | 1  | 1      |
| Totale | Totale        | 42 | 39 | 41 | 122    |

## Podi[2]

### Uomini
| Evento               | Oro                                                               | Perform.  | Argento                                                                           | Perform.  | Bronzo                                                                          | Perform"  |
| Stile libero         |                                                                   |           |                                                                                   |           |                                                                                 |           |
| 50 m                 | Ari-Pekka Liukkonen                                               | 22"02     | Italo Amaral Duarte Katsumi Nakamura                                              | 22"05     | non assegnato                                                                   | -         |
| 100 m                | Ryan Held                                                         | 48"36     | Kacper Majchrzak                                                                  | 48"38     | Katsumi Nakamura                                                                | 48"63     |
| 200 m                | Danas Rapšys                                                      | 1'45"75   | Kacper Majchrzak                                                                  | 1'46"19   | Michail Vekoviščev                                                              | 1'46"48   |
| 400 m                | Mychajlo Romančuk                                                 | 3'45"96   | Jay Lelliott                                                                      | 3'48"88   | Grant Shoults                                                                   | 3'49"03   |
| 800 m                | Gregorio Paltrinieri                                              | 7'45"76   | Mychajlo Romančuk                                                                 | 7'46"28   | Serhij Frolov                                                                   | 7'51"06   |
| 1500 m               | Gregorio Paltrinieri                                              | 14'47"75  | Mychajlo Romančuk                                                                 | 14'57"51  | Gergely Gyurta                                                                  | 15'01"11  |
| Dorso                |                                                                   |           |                                                                                   |           |                                                                                 |           |
| 50 m                 | Shane Ryan                                                        | 24"72     | Justin Ress                                                                       | 24"73     | Won Young-jun                                                                   | 25"06     |
| 100 m                | Justin Ress                                                       | 53"29     | Kōsuke Hagino                                                                     | 54"12     | Danas Rapšys                                                                    | 54"17     |
| 200 m                | Danas Rapšys                                                      | 1'56"52   | Austin Katz                                                                       | 1'56"70   | Roman Larin                                                                     | 1'57"29   |
| Rana                 |                                                                   |           |                                                                                   |           |                                                                                 |           |
| 50 m                 | Il'ja Šymanovič                                                   | 27.39     | Erik Skagius                                                                      | 27.49     | Fabian Schwingenschlögl                                                         | 27.63     |
| 100 m                | Andrew Wilson Il'ja Šymanovič                                     | 1'00"15   | non assegnato                                                                     | -         | Dmitrij Balandin                                                                | 1'00"17   |
| 200 m                | Andrew Wilson                                                     | 2'08"45   | Dmitrij Balandin                                                                  | 2'09"70   | Rustam Gadirov                                                                  | 2'09"72   |
| Delfino              |                                                                   |           |                                                                                   |           |                                                                                 |           |
| 50 m                 | Andrij Hovorov                                                    | 22"90     | Andrey Zhilkin                                                                    | 23"40     | Henrique Martins Andrij Khlopstov                                               | 23"54     |
| 100 m                | Aleksandr Sadovnikov                                              | 51"81     | Andrij Khlopstov                                                                  | 51"91     | Henrique Martins                                                                | 51"96     |
| 200 m                | Nao Horomura                                                      | 1'53"90   | Daiya Seto                                                                        | 1'55"09   | Bence Biczó                                                                     | 1'56"16   |
| Misti                |                                                                   |           |                                                                                   |           |                                                                                 |           |
| 200 m                | Kōsuke Hagino                                                     | 1'57"35   | Daiya Seto                                                                        | 1'58"73   | Joe Litchfield                                                                  | 1'59"36   |
| 400 m                | Daiya Seto                                                        | 4'11"98   | Kōsuke Hagino                                                                     | 4'15"44   | Aleksandr Osipenko                                                              | 4'16"63   |
| Staffette            |                                                                   |           |                                                                                   |           |                                                                                 |           |
| 4x100 m stile libero | Stati Uniti Maxime Rooney Ryan Held Justin Ress Justin Lynch      | 3'14"01   | Italia Lorenzo Zazzeri Ivano Vendrame Alex Di Giorgio Alessandro Miressi          | 3'15"24   | Russia Michail Vekoviščev Andrey Arbuzov Sergej Fesikov Nikita Korolev          | 3'15"78   |
| 4x200 m stile libero | Giappone Katsuhiro Matsumoto Reo Sakata Yūki Kobori Kōsuke Hagino | 7'08"45   | Stati Uniti Andrea Mitchell D'Arrigo Maxime Rooney Grant Shoults Jonathan Roberts | 7'12"19   | Russia Viacheslav Andrusenko Elisei Stepanov Ernest Maksumov Michail Vekoviščev | 7'13"47   |
| 4x100 m misti        | Stati Uniti Justin Ress Andrew Wilson Justin Lynch Ryan Held      | 3'33"27   | Russia Roman Larin Rustam Gadirov Aleksandr Sadovnikov Michail Vekoviščev         | 3'34"85   | Giappone Kōsuke Hagino Mamoru Mori Yūki Kobori Katsumi Nakamura                 | 3'34"88   |
| Acque libere         |                                                                   |           |                                                                                   |           |                                                                                 |           |
| 10 km                | Gregorio Paltrinieri                                              | 1h54'52"4 | Soeren Meissner                                                                   | 1h55'01"5 | Krysztop Pielowski                                                              | 1h55'19"6 |

### Donne
| Evento               | Oro                                                                               | Perform.  | Argento                                                                      | Perform.  | Bronzo                                                                       | Perform.  |
| Stile libero         |                                                                                   |           |                                                                              |           |                                                                              |           |
| 50 m                 | Caroline Baldwin                                                                  | 25"02     | Marija Kameneva                                                              | 25"08     | Katrina Konopka                                                              | 25"21     |
| 100 m                | Siobhán Haughey                                                                   | 54"10     | Marija Kameneva                                                              | 54"37     | Arina Openysheva                                                             | 54"89     |
| 200 m                | Siobhán Haughey                                                                   | 1'56"71   | Katherine Drabot                                                             | 1'57"61   | Arina Openysheva                                                             | 1'58"53   |
| 400 m                | Sarah Köhler                                                                      | 4'03"96   | Joanna Evans                                                                 | 4'08"52   | Sierra Schmidt                                                               | 4'09"82   |
| 800 m                | Simona Quadarella                                                                 | 8'20"54   | Sarah Köhler                                                                 | 8'21"67   | Joanna Evans                                                                 | 8'31"18   |
| 1500 m               | Simona Quadarella                                                                 | 15'57"90  | Sarah Köhler                                                                 | 15'59"85  | Hannah Moore                                                                 | 16'11"68  |
| Dorso                |                                                                                   |           |                                                                              |           |                                                                              |           |
| 50 m                 | Kira Toussaint Alexandra De Loof                                                  | 28.07     | non assegnato                                                                | -         | Hanna Stevens                                                                | 28.14     |
| 100 m                | Sian Whittaker                                                                    | 1'00"14   | Hanna Stevens                                                                | 1'00"23   | Anna Konishi                                                                 | 1'00"33   |
| 200 m                | Sian Whittaker                                                                    | 2'09"50   | Alexia Zevnik                                                                | 2'09"92   | Bridgette Alexander                                                          | 2'10"30   |
| Rana                 |                                                                                   |           |                                                                              |           |                                                                              |           |
| 50 m                 | Andrea Cottrell                                                                   | 30"77     | Leiston Pickett                                                              | 30"82     | Jessica Eriksson Mariia Liver                                                | 31"50     |
| 100 m                | Kanako Watanabe                                                                   | 1'06"85   | Reona Aoki                                                                   | 1'07"36   | Andrea Cottrell                                                              | 1'07"37   |
| 200 m                | Kanako Watanabe                                                                   | 2'24"15   | Tatjana Schoenmaker                                                          | 2'24"61   | Mariia Temnikova                                                             | 2'24"73   |
| Delfino              |                                                                                   |           |                                                                              |           |                                                                              |           |
| 50 m                 | Aliena Schmidtke                                                                  | 26"16     | Elena Di Liddo                                                               | 26"50     | Yukina Hirayama                                                              | 26"51     |
| 100 m                | Hellen Moffitt                                                                    | 58"75     | Elena Di Liddo                                                               | 58"81     | Rachael Kelly                                                                | 58"90     |
| 200 m                | Ella Eastin                                                                       | 2'08"21   | Martina van Berkel                                                           | 2'11"32   | Nida Ustundag                                                                | 2'11"40   |
| Misti                |                                                                                   |           |                                                                              |           |                                                                              |           |
| 200 m                | Yui Ōhashi                                                                        | 2'10"03   | Ella Eastin                                                                  | 2'11"12   | Kim Seo-yeong                                                                | 2'11"62   |
| 400 m                | Yui Ōhashi                                                                        | 4'34"40   | Allyson McHugh                                                               | 4'40"22   | Kim Seo-yeong                                                                | 4'41"52   |
| Staffette            |                                                                                   |           |                                                                              |           |                                                                              |           |
| 4x100 m stile libero | Canada Katerine Savard Jacqueline Keire Sarah Fournier Alexia Zevnik              | 3'39"21   | Russia Marija Kameneva Polina Lapshina Anastasia Guzhenkova Arina Openysheva | 3'39"39   | Stati Uniti Caroline Baldwin Claire Rasmus Katrina Konopka Veronica Burchill | 3'40"09   |
| 4x200 m stile libero | Russia Anastasia Guzhenkova Valeriia Salamatina Mariia Baklakova Arina Openysheva | 7'55"28   | Stati Uniti Claire Rasmus Katherine Drabot Kathryn McLaughlin Ella Eastin    | 7'55"32   | Giappone Chihiro Igarashi Rika Omoto Wakaba Tsuyuuchi Yui Ōhashi             | 7'59"59   |
| 4x100 m misti        | Giappone Anna Konishi Kanako Watanabe Yukina Hirayama Chihiro Igarashi            | 4'00"24   | Stati Uniti Hannah Stevens Andrea Cottrell Hellen Moffitt Caroline Baldwin   | 4'00"49   | Italia Carlotta Zofkova Giulia Verona Elena Di Liddo Aglaia Pezzato          | 4'02"40   |
| Acque libere         |                                                                                   |           |                                                                              |           |                                                                              |           |
| 10 km                | Anna Olasz                                                                        | 2h04'12"2 | Giulia Gabbrielleschi                                                        | 2h04'17"9 | Adeline Furst                                                                | 2h04'23"1 |